# Албунеја
Албунеја (лат. Albunea) је била пророчка нимфа и италска сибила. Био јој је посвећен сумпоровити извор, водопад, пећина и гај у близини Тиволија, у античко време знаног као Тибур. Њено пророчиште се налазило у близини водопада у Тибуру.

## Митологија
Албунеја, такође знана као Табуртин Сибила (енг. Tiburtine Sibyl). Представља нимфу сумпорног извора Албуле Аква (енг. Albulae Aqua), недалеко од Тиволија. Извор Албуле Аква је врло непријатног мириса и пун је кречњака и сумпора, чија мешавина константно производи белу пену у тој води, па отуда, вероватно, и превод назива извора значи "бела вода". Изворска вода сачињава проточно језеро реке Анио, која је притока Тибра. Изнад клисуре реке Анио се налази Албунејин храм.
Као и остала изворска божанства и нимфе, и она је, према веровању, имала пророчке и исцелитељске моћи (пошто се веровало да извори представљају спону између света смртника и подземља). Обожавана је у давна времена, и вероватно је пореклом старо етрурско божанство.
Такође се говори да је исписала неколико књига пророчанстава, које су остале у Риму под називом "Сибилске књиге", али које су за време Тарквинија Охолог продате. Према предању је у кориту реке Анио пронађена Албунејина статуа на којој је она приказана како држи књигу у руци.
Повезивана је са старим римским божанством Мефитис (богиња мочвара) и са грчком богињом Леукотејом.